# Турко вусатий
Турко вусатий (Pteroptochos megapodius) — вид горобцеподібних птахів родини галітових (Rhinocryptidae).

## Поширення
Ендемік Чилі. Мешкає на скелястих схилах із заростями, від рівня моря до передгір'я початку Анд до 3700 м над рівнем моря.

## Опис
Птах завдовжки 23-24 см, з міцним чорним дзьобом, лапами і кігтями. Його оперення переважно димчасто-коричневе або коричневе на спині, голові, шиї, крилах і хвості. Спина і надхвістя коричнево-руді. Горло і боки шиї білі; шия і верх грудей світло-коричневі з рудими відтінками; низ грудей, черевце і боки білі з коричневими і чорними прожилками. У нього квадратна голова з темним обличчям, яке помітно контрастує з білою плямою, що знаходиться під щоками і в ділянці скулового відділу, а також з білуватою надбрівною смугою. У нього помітні потужні чорні ніжки, які закінчуються довгими вигнутими нігтями.

## Спосіб життя
Раціон складається з жуків та їхніх личинок, а також насіння, яке він викопує ногами з землі. Гніздо облаштовує в кінці земляного тунелю завдовжки до двох метрів, який риє на схилах пагорбів або в курганах. Відкладає два-три білих яйця.

## Підвиди
- Pteroptochos megapodius atacamae Philippi (Bañados), 1946 – пустеля Атакама на півночі Чилі.
- Pteroptochos megapodius  megapodius Kittlitz, 1830 – центральна частина Чилі від Кокімбо до Консепсьона.